# 大饒
大饒，古稱火燒庄，是臺灣彰化縣員林市的一個傳統地域名稱，位於該市南部偏西。相較於今日行政區，其範圍大致包括民生里不含西北部凸出部分、大饒里、大明里。

## 歷史
台灣清治末期至日治初期，大饒地區為一街庄，稱為「大饒庄」，隸屬於武東堡。該庄輪廍南北狹長，北與員林街為鄰，東與萬年庄為鄰，東南邊一小段與湳雅庄為鄰，南邊為枋橋頭庄，西邊為湳底庄、田中央庄。
1901年（日治明治三十四年）11月，全台廢縣廳改設二十廳，該庄隸屬於彰化廳。1903年（明治三十六年）6月，該庄編入「湳雅區」，隸屬於彰化廳。1909年（明治四十二年）10月，合併二十廳為十二廳，湳雅區改隸屬於臺中廳。1920年（大正九年），該庄改制為「大饒」大字，隸屬於臺中州員林郡員林街。
戰後員林街改制為員林鎮，隸屬於臺中縣，大字亦改制為里。1950年10月，中、彰、投分治，員林鎮改隸屬彰化縣。2015年8月，員林鎮因人口數超過新的標準而升格為員林市。

## 聚落
本地區發展較早的聚落有大饒、大路畔、半路厝等，在日治期初期的官方地圖上已有記載。此外，本地區尚有火燒莊、田洋子、南邊厝、圳尾仔等聚落。

## 交通
台鐵縱貫線是台灣西部南北鐵路幹線，大致以縱向轉北北西—南南東走向經過大饒地區西部邊界外不遠處。北側最近的車站是員林車站，屬一等站，停靠部分普悠瑪號、太魯閣號，絕大部分自強號及其餘全部列車；南側最近的是永靖車站，屬招呼站，僅停靠區間車。由此等車站可前往台鐵沿線各站。
省道台76線即「東西向快速公路－漢寶草屯線」，是員林大排兩側高架道路，目前僅通行埔鹽至草屯路段，大致以橫向轉西北西－東南東走向經過本地區中部偏北地帶。由該道路向西轉西北可前往埔心、溪湖東北端、埔鹽與大村交界地帶及國道1號埔鹽系統交流道、埔鹽與秀水交界地帶、埔鹽與福興交界地帶並止於埔鹽交流道，向東南東可前往南投西北部、草屯西南部並止於國道3號中興系統交流道。縣道144號是與省道台76線併行的員林大排兩側平面道路。由該道路向西北至省道台76線埔鹽交流道後可續行前往福興西北部並止於省道台61線福興交流道，向東可前往員林市區東南郊並止於縣道137號路口。
縣道141號（中正路、員集路）是員林至林內的道路，大致以北北西—南南東走向轉縱向再轉北北西—南南東走向蜿蜒經過本地區西部邊界地帶，並經過員林大排饒明橋及兩岸的省道台76線高架橋／縣道144號路口。由該道路向北北西可前往員林市中心、三條圳西北部並止於省道台1線路口，向南南東可前往社頭、田中、二水、林內等地。
縣道148號（員鹿路、民生路）是王功至草屯的道路，大致以西微南—東微北轉縱向再轉西微南—東微北經過本地區北部邊界外不遠處。由該道路向西微南可前往埔心、溪湖、芳苑等地，向東微北可前往芬園南部、草屯等地。
鄉道彰77線（萬年路二段）是員林至社頭的道路，大致以北北西—南南東走向轉東北—西南走向再轉縱向經過本地區東部邊界地帶，並經過員林大排橋梁及兩岸的省道台76線高架橋／縣道144號路口、鄉道彰80線路口。由該道路向北北西可前往員林市中心東南部縣道148號路口，向南可前往湳雅與枋橋頭交界地帶、舊社並止於鄉道彰154線路口。
鄉道彰80線（員集路二段、大饒路）是大溝尾至林厝的道路，大致以西北西—東南東走向到達本地區西部邊界線上的縣道141號路口，轉北微西與其共線，至大饒路路口轉東南東獨行入境，後轉東北東經鄉道77線路口並出境。由該道路向西北西可前往田中央、田中央與崙子交界地帶、崙子與太平交界地帶、太平並止於鄉道彰87線路口，向東北東轉東微北可前往萬年、番子崙與柴頭井交界地帶並止於縣道137號路口。
鄉道彰84線（新雅路）是新厝仔至中湳雅的道路，其西側端點位於本地區西南端邊界點附近的縣道141號路口。由此向東微北大致沿邊界而行，經鄉道彰77線路口並出境，可前往中湳雅並止於縣道137號路口。

## 學校
- 員林家商

## 文藝場地
- 彰化縣文化局員林演藝廳

## 廟宇
- 員林衡文宮（北帝廟）